# Fagocyba carri
Fagocyba carri är en insektsart som först beskrevs av Edwards 1914.  Fagocyba carri ingår i släktet Fagocyba och familjen dvärgstritar. Enligt den finländska rödlistan är arten sårbar i Finland. Arten är reproducerande i Sverige. Artens livsmiljö är lundskogar. Inga underarter finns listade i Catalogue of Life.